# Berynger von Lychtenhayn
Berynger von Lychtenhayn (1366 urkundlich genannt) war ein sächsischer Amtshauptmann.

## Leben
Er stammte aus dem Thüringer Adelsgeschlecht Lychtenhayn.
Im Jahre 1366 wird er als Amtsmann des sächsischen Amtes Delitzsch urkundlich erwähnt.